# Kształcenie zawodowe w Polsce
Kształcenie zawodowe w Polsce

## Reformy kształcenia zawodowego w okresie powojennym
Po II wojnie światowej szkolnictwo zawodowe przeżywało znaczne
trudności, głównie natury organizacyjnej, ale także kadrowej. Nowy
ustrój polityczny i gospodarczy w swoich wieloletnich planach rozwojowych wskazywał na potrzebę zatrudnienia kilkuset tysięcy wykwalifikowanych robotników. Bezpośrednio wiązało się to z koniecznością ich przygotowania, a w rezultacie z rozwojem kształcenia zawodowego.
Realizacja tego zadania wymagała rozwiązań organizacyjnych, których nie było. Pierwszym krokiem zmierzającym w kierunku usunięcia tych trudności było powołanie w 1949 r. Centralnego Urzędu Szkolenia Zawodowego (CUSZ) jako naczelnego organu planowania i organizowania szkolnictwa zawodowego oraz zarządzania nim. Szkoły zawodowe wyłączono z systemu oświaty i przypisano je do poszczególnych ministerstw, zgodnie z kierunkami kształcenia. CUSZ przejął też wszystkie kursy i szkoły zawodowe. Miał dużą swobodę działania, ponieważ posiadał oddziały terenowe we wszystkich województwach, a podstawy prawne zapewniały mu w realizacji powierzonych zadań obowiązkową pomoc centralnych urzędów i zakładów pracy (np. zagwarantowanie lokali, udostępnianie urządzeń technicznych, umożliwienie praktyk zawodowych i współpracę pedagogiczną). Do zadań CUSZ należało zarówno tworzenie nowych szkół i kursów zawodowych, jak i przygotowywanie kadr dla gospodarki, kierowanie absolwentów do pracy, opracowywanie aktów prawnych związanych z funkcjonowaniem szkół, sprawy organizacyjne oraz treści i podręczniki oferowane w kształceniu zawodowym. CUSZ był urzędem typowym dla scentralizowanej i zbiurokratyzowanej gospodarki socjalistycznej.
Drugim krokiem była uchwała Prezydium Rządu z 23 czerwca 1951 r.
wprowadzająca nowy ustrój szkolnictwa zawodowego, na który składały się:
1. Zasadnicze szkoły zawodowe o dwu- a później trzyletnim cyklu nauczania, przygotowujące wykwalifikowanych robotników kilkuset specjalności, przeznaczone dla absolwentów siedmioletniej szkoły podstawowej. W szkołach zasadniczych realizowano elementarny cykl kształcenia ogólnego, teoretyczne kształcenie zawodowe i praktyczną naukę zawodu, która odbywała się głównie w zakładach przemysłu ciężkiego. Szkoła ta, zachowując swoją pierwotną nazwę, przetrwała do 2016 r., chociaż była wielokrotnie reformowana.
2. Technika, początkowo trzyletnie, później cztero- i pięcioletnie, które oferowały absolwentom siedmioletniej szkoły podstawowej teoretyczne i praktyczne przygotowanie zawodowe i możliwość zdania matury; łączyło się to z możliwością kontynuowania nauki na studiach wyższych (początkowo po zdaniu egzaminu wstępnego).
3. Szkoły przysposabiające do zawodu (SPZ), gdzie nauka trwała od kilku miesięcy do półtora roku, przeznaczone dla młodzieży, która nie ukończyła siedmioletniej szkoły podstawowej; ich zadaniem było praktyczne przygotowanie do wykonywania zawodu. Uczniowie niektórych z tych szkół korzystali z bezpłatnych internatów i wyżywienia, a także umundurowania. Były też szkoły przysposobienia rolniczego.
4 Wieczorowe i korespondencyjne szkoły zawodowe zasadnicze i technika, przeznaczone dla młodzieży i dorosłych pracujących.
5. Specjalistyczne kursy kształcenia zawodowego.
W 1956 r. wprowadzono do systemu dwuletnie szkoły policealne i pomaturalne, które oferowały kształcenie odpowiadające przygotowaniu zawodowemu robotników wykwalifikowanych lub techników.
Od 1958 r. umożliwiono młodocianym pracownikom w wieku od 14. do 18. roku życia naukę zawodu, przyuczenie do nowej pracy lub odbycie wstępnego stażu w zakładzie pracy. Określono także warunki ich zatrudniania i wynagradzania. Nauka w tym trybie trwała od dwóch do czterech lat i kończyła się egzaminem. Wszyscy absolwenci szkół zawodowych, a także młodociani pracownicy, którzy uzyskali kwalifikacje zawodowe, byli zobowiązani do odbycia wstępnego stażu pracy trwającego od sześciu miesięcy do dwóch lat, chyba że praca, którą wykonywali, nie wymagała kwalifikacji. Prace niewymagające kwalifikacji zawodowych były określane przez poszczególnych ministrów w porozumieniu z ministrem pracy.
W zasadzie wszystkie działania dotyczące kształcenia zawodowego
były określane na szczeblu centralnym, a ich realizacja – kontrolowana. Rozwiązania te, szczególnie ustrój szkół zawodowych, przetrwały wiele lat, chociaż szkoły zawodowe podlegały licznym reformom, szczególnie programowym, co miało wpływ na uzyskiwane wykształcenie zawodowe. Lata 1948–1956 charakteryzowały się też powszechną indoktrynacją ideologiczną uczniów, co znajdowało odbicie zarówno w treściach, jak i w praktyce pedagogicznej. Nie ominęło to nawet treści zawodowych.
Druga połowa lat 50. i lata 60. charakteryzowały się znacznym
liczbowym wzrostem szkół, uczniów i nauczycieli. Ustawa z 15 lipca
1961 r. o systemie oświaty i wychowania wprowadziła ośmioletnią szkołę podstawową oraz szkoły ponadpodstawowe (już na bazie szkoły ośmioletniej) ogólnokształcące i zawodowe tych samych typów, które zostały powołane w 1951 r. Ustawa określała świecki charakter nauczania i wychowania, nie burzyła dotychczasowego ustroju szkół, tylko go rozszerzała.
Po zakończeniu obowiązkowej ośmioletniej szkoły podstawowej można było kontynuować kształcenie w zasadniczej szkole zawodowej lub w szkole średniej (liceum ogólnokształcącym, technikum zawodowym lub liceum zawodowym).
Zasadnicza szkoła zawodowa kształciła kwalifikowanych robotników, pracowników i rolników. Nauka w niej trwała dwa lub trzy lata, w zależności od kierunku kształcenia. Ustawa dawała możliwość tworzenia przyzakładowych szkół zasadniczych, które były zakładane, utrzymywane i prowadzone przez zakłady pracy, a sposoby ich finansowania określała Rada Ministrów. Minister odpowiedzialny za daną branżę wskazywał zakłady pracy, które mogły takie szkoły zakładać i prowadzić. Minister oświaty, w porozumieniu z zainteresowanymi ministrami, określał zasady organizacji i funkcjonowania tych szkół.
W 1971 r. powołano Komitet Ekspertów w celu opracowania raportu o stanie oświaty w PRL-u, pracujący pod kierunkiem prof. Jana Szczepańskiego. Zagadnienia kształcenia zawodowego zajmowały w raporcie znaczące miejsce. Zwracano w nim uwagę, że „podstawowe zadania szkoły zawodowej polegają na: wszechstronnym przygotowaniu absolwentów do pracy i życia w społeczeństwie socjalistycznym, a zwłaszcza na przygotowaniu ich do pracy w określonym zawodzie oraz zapewnieniu im wykształcenia ogólnego i zawodowego, umożliwiającego kontynuowanie nauki w szkołach lub na kursach wyższego szczebla. Diagnoza kształcenia zawodowego wskazywała, że realizacja tego zadania w praktyce napotyka poważne trudności. Zwracano uwagę na przeładowanie programów nauczania, brak nowoczesnych podręczników oraz na przestarzałe wyposażenie laboratoriów i warsztatów szkolnych. Wskazywano także na utrzymujące się trudności formalne w uzyskiwaniu zgody na organizowanie zajęć i wycieczek do zakładów pracy (mimo zgody zadeklarowanej w oficjalnym przekazie), a także na słabe wyniki nauczania w tych szkołach.
W 1971 r. w szkołach przyzakładowych i dokształcających uczyło się 48% uczniów zasadniczych szkół zawodowych. Podstawową wadą tych rozwiązań było wąskospecjalistyczne kształcenie odpowiadające na zapotrzebowanie danego zakładu, niedostateczna realizacja obowiązujących programów nauczania i brak odpowiednio przygotowanej kadry. W raporcie podkreślano, że absolwentom szkół zawodowych brakuje zarówno wiedzy ogólnokształcącej, jak i umiejętności praktycznych. Zaznaczano ponadto, że ich wiedza zawodowa jest przestarzała i że nie posiadają oni doświadczenia w wykonywaniu zadań zawodowych, mają braki w przygotowaniu w zakresie zarówno organizacji stanowiska pracy, jak i umiejętności współpracy z innymi pracownikami i z kadrą kierowniczą. Problemem były wysoka drugoroczność i odsiew uczniów. Można na tej podstawie stwierdzić, że uzyskiwane wykształcenie zawodowe było niskiej jakości. Osobną trudność stanowiło słabe wykształcenie nauczycieli. Realizacja postulatu, aby w szkołach podstawowych i średnich uczyli nauczyciele z wykształceniem akademickim (lub wyższym zawodowym), wymagałaby w tym czasie skierowania na studia ponad 200 tys. osób. Ponadto podnoszono kwestię nieprzygotowania pedagogicznego wśród nauczycieli zawodu i instruktorów w zakładach pracy, a wśród nauczycieli przedmiotów zawodowych – brak przygotowania praktycznego.
Raport ekspertów wskazywał na potrzebę ograniczenia dwutorowości maturalnego szkolnictwa średniego (przygotowanie do zawodu vs przygotowanie do studiów wyższych) i budowanie systemu szkolnego, który zapewnia powszechność nauczania, elastyczność oraz umożliwia upowszechnienie wykształcenia średniego.
W 1973 r. Sejm, wykorzystując wcześniejsze ustalenia przygotowane poza wnioskami z raportu, przyjął Uchwałę w sprawie systemu edukacji narodowej, co oznaczało wprowadzenie tzw. dziesięciolatki na wzór szkół radzieckich i wschodnioniemieckich. Reformę rozpoczęto w 1978 r., ale po Sierpniu 1980 r. odstąpiono od jej przeprowadzenia.
Sierpień '80 obnażył nieefektywność systemu kształcenia i konieczność głębokich zmian w edukacji, także zawodowej. Chociaż nie było bezrobocia, ponieważ każdy absolwent miał zapewnioną pracę, to kształcenie zawodowe, w porównaniu z ogólnokształcącym, było nadmiernie rozbudowane, wąskospecjalistyczne i nastawione na zaspokajanie potrzeb niekonkurencyjnej, centralnie sterowanej gospodarki, przede wszystkim przemysłu ciężkiego. Stało to w sprzeczności z przekształcającą się gospodarką.
Kolejne zmiany związane z przebudową całego państwa, w tym gospodarki, przyniósł koniec lat 80. Okrągły Stół w 1989 r., w którym brali udział przedstawiciele środowisk oświatowych („podstolik” ds. oświaty i młodzieży), przyczynił się także do zwrócenia uwagi na problemy edukacji, także zawodowej. W podsumowaniach sięgano do postanowień z 1981 r.

## Przemiany po roku 1990
System kształcenia zawodowego odziedziczony po latach socjalizmu był scentralizowany i nie odpowiadał na potrzeby powstającej gospodarki rynkowej. Najpilniejszymi problemami były zmiana programów nauczania oraz określenie sposobu finansowania kształcenia zawodowego w nowych warunkach gospodarczych.
Na początku lat 90. powołano w Ministerstwie Edukacji Komisję ds. Reformy Kształcenia Zawodowego, która zaproponowała nowy model edukacji zawodowej. Przewidywał on utworzenie: szkół zasadniczych kształcących w cyklu trzyletnim i zapewniających przygotowanie ogólnokształcące i ogólnozawodowe, z możliwością zdawania egzaminu na tytuł czeladnika lub robotnika wykwalifikowanego; czteroletnich liceów technicznych, z możliwością zdawania matury po ich zakończeniu i kontynuowania nauki w szkołach pomaturalnych i wyższych oraz szkół pomaturalnych kształcących w cyklu od pół roku do trzech lat, z możliwością zdawania egzaminu na tytuł technika. Ten model nie doczekał się jednak wdrożenia, a wielokrotnie nowelizowana, wciąż jednak jeszcze funkcjonująca ustawa o systemie oświaty z 1961 r. została zmieniona dopiero we wrześniu 1991 r. Jednym z nowych rozwiązań w tym okresie było złamanie monopolu państwa na zakładanie i prowadzenie szkół. Zaczęły powstawać zawodowe szkoły niepubliczne, szczególnie na poziomie policealnym. Osobnym problemem była kwestia kompetencji dydaktycznych nauczycieli szkół zawodowych, stanowiących ok. 1/5 wszystkich zatrudnionych w szkołach nauczycieli (najliczniejszej, po nauczycielach szkół podstawowych, grupy). Nie byli oni przygotowani do kształcenia pracowników dla potrzeb gospodarki rynkowej, a efekty takiego kształcenia powinny uwzględniać inne niż dotychczas kwalifikacje absolwentów, np. szersze podstawy ogólnokształcące i większą elastyczność uzyskanych kwalifikacji umożliwiających adaptację do zmieniających się warunków rynkowych.
W roku szkolnym 1990/1991 naukę w szkołach kształcących zawodowo kontynuowało 72% absolwentów szkół podstawowych (46% w ZSZ i 26% w średnich szkołach zawodowych), a uczniowie kształcący się w kierunkach technicznych stanowili 59% wszystkich uczniów. Kształcenie zawodowe odbiegało jednak od potrzeb gospodarki rynkowej, a absolwenci tych szkół masowo nie mogli znaleźć pracy. W listopadzie 1991 r. absolwenci zawodowych szkół technicznych (zasadniczych i średnich) stanowili największy odsetek wśród bezrobotnych, na kolejnych miejscach byli absolwenci kierunków rolniczych i ekonomicznych. Najbardziej narażeni na pozostanie bezrobotnymi byli absolwenci zasadniczych szkół zawodowych.
Wiele wysiłku włożono w przygotowanie zmian w zakresie organizowania i realizacji praktycznej nauki zawodu, co miało pomóc w zmniejszaniu bezrobocia wśród absolwentów szkół zawodowych. W 1992 r. w Rozporządzeniu dotyczącym organizowania i finansowania praktyk zawodowych i praktycznej nauki zawodu zaproponowano rozwiązania, które wychodziły naprzeciw oczekiwaniom społecznym i gospodarce. Jednak realizacja tych ustaleń napotkała liczne trudności wynikające z problemów finansowych przedsiębiorstw i braku zainteresowania z ich strony kształceniem zawodowym. Nie respektowano programów nauczania, przedsiębiorstwa były coraz bardziej rozproszone, a współpraca z edukacją nie należała do ich priorytetów i często wykraczała poza możliwości
finansowe. W sytuacji dotkliwego bezrobocia absolwentów szkół zawodowych podejmowano działania zmierzające do ograniczenia skutków tego zjawiska. Były to zarówno starania oświatowych władz lokalnych
(inwestowanie w tańsze i oferujące dłuższy okres nauki szkolnictwo
ogólnokształcące), jak i młodzieży (wybór takich ścieżek kształcenia, które przedłużały edukację i opóźniały start zawodowy). W rezultacie stopniowo realizowano strategie modyfikowania systemu edukacji, a zwłaszcza kształcenia zawodowego, tracącego swoje znaczenie na rzecz edukacji ogólnokształcącej.

### Kształcenie zawodowe w szkołach ponadgimnazjalnych
Reforma edukacji zapoczątkowana w 1999 r. była jedną z czterech wprowadzanych wówczas reform (poza administracyjną, emerytalną i zdrowia). Reforma wprowadzała zmiany ustroju szkolnego i infrastruktury.
Założenia reformy z 1999 r. zamknięto w trzech obszarach:
1. podniesienie poziomu edukacji społeczeństwa przez upowszechnienie wykształcenia średniego i wyższego,
2. wyrównanie szans edukacyjnych,
3. poprawa jakości edukacji rozumianej jako integralny proces wy-
chowania i kształcenia.
Wprowadzenie gimnazjów miało służyć wyrównywaniu szans edukacyjnych i wydłużeniu kształcenia ogólnego, zmiany wprowadzane w edukacji koncentrowały się głównie na wykształceniu ogólnym. Intencją ustawodawcy było zachęcenie młodzieży do wyboru ogólnej ścieżki kształcenia i kontynuowania nauki na studiach. Technika i zasadnicze szkoły zawodowe miały zostać zastąpione przez licea o profilu zawodowym i dwuletnie szkoły zawodowe. Planów tych nie udało się zrealizować, ponieważ licea profilowane wykazały się słabymi wynikami zarówno w zakresie nauczania ogólnego (świadectwo dojrzałości), jak i w odniesieniu do rynku pracy (bezrobocie). Utrzymano więc dotychczasowe typy szkół kształcących zawodowo – trzyletnie zasadnicze szkoły zawodowe i czteroletnie technika. Dodatkowo stworzono technika i licea uzupełniające, które miały otwierać możliwości dalszej edukacji absolwentom zasadniczych szkół zawodowych.
Oprócz zmiany struktury i pluralizmu programowego wprowadzono do systemu powszechne i jednolite egzaminy zewnętrzne, co miało wpływ na uzyskiwane wykształcenie zawodowe. Egzaminy z jednej strony miały być narzędziem kontroli nad pluralizmem programowym, z drugiej pozwalały na systematyczne badanie wyników nauczania i uzyskiwanych kwalifikacji. Brak jednolitych egzaminów zawodowych w skali kraju prowadził do nierównowartościowego wykształcenia zawodowego uzyskiwanego przez absolwentów tego samego typu szkół. Egzaminy zawodowe sprzed reformy sprowadzały się w większości wypadków do obrony pracy dyplomowej przygotowywanej samodzielnie przez ucznia w macierzystej szkole.
Oferta dydaktyczna szkół kształcących zawodowo była przede wszystkim wypadkową zaplecza techniczno-dydaktycznego, zasobów
kadrowych i kosztów, a w dużo mniejszym stopniu wynikiem analizy zapotrzebowania rynkowego i oferty kształcenia w regionie. Możliwość dofinansowania wyposażenia szkół ze środków UE, jaka pojawiła się po 2004 r., wpłynęła na systematyczną poprawę warunków kształcenia, jednak poziom wyposażenia warsztatów i pracowni był wciąż bardzo
zróżnicowany. Wskazywano, że stan infrastruktury szkół zawodowych świadczy wciąż o głębokim niedoinwestowaniu. Jednocześnie sposób finansowania tych placówek prowadził do systematycznego pogarszania się warunków lokalowych w nich panujących.
Kolejnym problemem były narastające trudności z pozyskaniem nauczycieli przedmiotów zawodowych i instruktorów praktycznej nauki zawodu. Dużą część kadry pedagogicznej szkół kształcących zawodowo stanowiły osoby w wieku przedemerytalnym, a warunki zatrudnienia, które dyrektorzy mogliby zaoferować ich potencjalnym następcom, okazywały się mało atrakcyjne. Taka sytuacja w dłużej perspektywie stanowiła poważne zagrożenie dla funkcjonowania systemu szkolnictwa zawodowego.
Wyrazem zmiany myślenia o edukacji była reforma edukacji z 2012 r., która w znacznym stopniu uelastyczniła system kształcenia zawodowego. Na reformę składały się m.in. nowelizacja ustawy o systemie oświaty z 2012 r., wprowadzenie nowej podstawy programowej kształcenia w zawodach, modernizacja i ujednolicenie systemu egzaminów zewnętrznych oraz zbudowana na nowych podstawach uwzględniających efekty uczenia się klasyfikacja zawodów szkolnictwa zawodowego. Tak zwana szkolna klasyfikacja zawodów została już we wcześniejszych latach powiązana z klasyfikacją zawodów i specjalności występujących na rynku pracy, co przynajmniej w zakresie spójności tych dwóch dokumentów było ważnym wydarzeniem. Zawody nauczane w systemie oświaty zostały uporządkowane według tego samego klucza, co zawody występujące w klasyfikacji dla rynku pracy (grupy zawodów i przypisane im symbole cyfrowe).
Zapoczątkowane w 2012 r. zmiany w zakresie kształcenia zawodowego miały także wpływ na kształcenie ustawiczne, którego możliwości zwiększono przez wprowadzenie różnych pozaszkolnych form kształcenia. Są to w szczególności: kwalifikacyjne kursy zawodowe,
kursy umiejętności zawodowych, kursy kompetencji ogólnych i inne. Innowacją, która znacząco uelastyczniła system kształcenia zawodowego – w szczególności osób dorosłych – było wprowadzenie nowej pozaszkolnej formy kształcenia – kwalifikacyjnych kursów zawodowych.
Zarówno uczestnicy kursów, jak i osoby zdobywające kwalifikacje w toku edukacji nieformalnej mogą potwierdzić swoje kwalifikacje w drodze egzaminów eksternistycznych. Zmiany te wpłynęły przede wszystkim
na organizację kształcenia dorosłych – z licznych typów szkół ponadpodstawowych pozostawiono dla nich jedynie licea, a uzupełniać kwalifikacje zawodowe mogli w formach kursowych.
Opracowana wówczas podstawa programowa miała zapewnić zgodność kształcenia zawodowego z wymaganiami gospodarki i wpłynąć na polepszenie jego jakości.
Podstawa programowa zawierała także wymagania egzaminacyjne,
co było istotnym novum. Integrowała bowiem w sobie dwa dotychczas
obowiązujące dokumenty: podstawy programowe i wymagania egzaminacyjne. Poszczególne kwalifikacje wymagają potwierdzenia w drodze zewnętrznych egzaminów – dopiero komplet zdanych egzaminów
z kwalifikacji wyodrębnionych w danym zawodzie wraz ze świadectwem
ukończenia odpowiedniej szkoły dają prawo do uzyskania dyplomu
potwierdzającego kwalifikacje zawodowe. Każda kwalifikacja składająca się na dany zawód wymaga potwierdzenia i uzyskania świadectwa. Dopiero po potwierdzeniu każdej z kwalifikacji i zebraniu wszystkich świadectw wymaganych w danym zawodzie uczeń może otrzymać dyplom potwierdzający kwalifikacje. W praktyce tak zorganizowane egzaminy przyczyniały się z jednej strony do większej elastyczności systemu egzaminowania, z drugiej jednak prowadziły do pewnej dezorganizacji pracy szkoły, udostępniającej pracownie szkolne czy
laboratoria do organizacji egzaminów. W jeszcze trudniejszej sytuacji znalazły się Centra Kształcenia Praktycznego, które udostępniały swoje zasoby wielu szkołom i musiały pogodzić zadania wynikające z realizacji programu nauczania z tymi, które nakładała na nie organizacja egzaminów zawodowych.

## Struktura kształcenia zawodowego w Polsce
Podstawy funkcjonowania systemu kształcenia zawodowego w Polsce reguluje obecnie Ustawa z dnia 14 grudnia 2016 r. Prawo oświatowe, która zastąpiła Ustawę z dnia 7 września 1991 r. o systemie oświaty.
Reforma systemu edukacji, wdrażana od początku 2016 r., zmieniła cały sposób jego organizacji. Likwidacja gimnazjów i wprowadzenie ośmioletnich szkół podstawowych wpłynęły również na organizację kształcenia na poziomie ponadpodstawowym.
Wdrażana reforma oznaczała również wygaszanie gimnazjów dla dorosłych, przekształcenie trzyletnich liceów dla dorosłych w czteroletnie szkoły dla dorosłych. Szkoły policealne miały funkcjonować na dotychczasowych zasadach, podobnie jak trzyletnie szkoły specjalne przysposabiające do prac. Docelowo absolwenci ośmioletnich szkół podstawowych mogą wybrać spośród następujących typów szkół kształcących zawodowo:
- branżowe szkoły I stopnia – trzyletnie szkoły ponadpodstawowe przygotowujące do egzaminów potwierdzających kwalifikacje w zawodzie;
- technika – pięcioletnie szkoły ponadpodstawowe przygotowujące do egzaminu maturalnego oraz egzaminów potwierdzających kwalifikacje w zawodzie;
- od 1 września 2020 r. branżowe szkoły II stopnia, w których naukę mogą kontynuować absolwenci branżowych szkół I stopnia.

Rozporządzenie Ministra Edukacji Narodowej z dnia 13 marca 2017
r. w sprawie klasyfikacji zawodów szkolnictwa zawodowego wyróżnia
213 zawodów, których nauka może być prowadzona w pięcioletnim
technikum, trzyletniej branżowej szkole I stopnia, dwuletniej branżowej szkole II stopnia, szkołach policealnych oraz, stopniowo wygaszanych, klasach czteroletnich techników. Rozporządzenie wprowadza kilka nowych zawodów oraz zmiany w zakresie kwalifikacji przyporządkowanych do 54 zawodów.

### Praktyczna nauka zawodu
Kluczowym elementem kształcenia zawodowego, przesądzającym o jego specyfice i odróżniającym je od edukacji ogólnokształcącej, jest
praktyczna nauka zawodu (PNZ). Może ona odbywać się w postaci:
- zajęć praktycznych – organizowanych dla uczniów i młodocianych w celu wyposażenia ich w niezbędne umiejętności zawodowe. Zwykle odbywają się one w czasie zajęć dydaktyczno-wychowawczych, ale – w przypadku zajęć prowadzonych u pracodawcy na zasadzie dualnego systemu kształcenia – mogą być również przeprowadzane w trakcie ferii letnich. Celem zajęć praktycznych realizowanych u pracodawcy jest dodatkowe zastosowanie i pogłębienie zdobytej wiedzy i umiejętności zawodowych w rzeczywistych warunkach pracy. Zajęcia praktyczne prowadzą nauczyciele lub, w przypadku zajęć odbywających się u pracodawców i w indywidualnych gospodarstwach rolnych, delegowani do takich zadań pracownicy jako tzw. instruktorzy praktycznej nauki zawodu. Osoby te muszą mieć odpowiednie wykształcenie, doświadczenie i przygotowanie pedagogiczne.
- praktyk zawodowych – organizowanych dla uczniów w celu zastosowania i pogłębienia zdobytej wiedzy i umiejętności zawodowych w rzeczywistych warunkach pracy. Mogą one odbywać się w czasie całego roku szkolnego, także w okresie ferii letnich.

Za nadzór nad praktykantami zawodowymi u pracodawcy odpowiada pracodawca lub wyznaczony przez niego opiekun praktyk zawodowych lub osoba prowadząca indywidualne gospodarstwo rolne.
Szkoła ma do wyboru różne rozwiązania w kwestii miejsca realizacji praktyk lub zajęć praktycznych – począwszy od własnych pracowni i warsztatów, przez finansowane ze środków samorządu placówki
kształcenia ustawicznego/praktycznego, kończąc na pracodawcach,
z którymi nawiąże współpracę. W tym miejscu warto wspomnieć
o szczególnych typach placówek pozaszkolnych, które odgrywają szczególną rolę w organizacji i prowadzeniu PNZ. Od 1 września
2019 r. pełnią tę funkcję:
- centra kształcenia zawodowego (CKZ) – umożliwiające uzyskanie i uzupełnienie wiedzy, umiejętności i kwalifikacji zawodowych,
- placówki kształcenia ustawicznego (PKU) – realizujące te same zadania co CKZ.

Nabywanie kompetencji ogólnych może odbywać się w postaci kursów prowadzonych przez publiczne i niepubliczne placówki kształcenia ustawicznego i centra kształcenia zawodowego, a turnusy dokształcania teoretycznego młodocianych mogą być organizowane przez publiczne i niepubliczne szkoły prowadzące kształcenie zawodowe oraz publiczne i niepubliczne centra kształcenia zawodowego.
Podmioty przyjmujące uczniów na praktyczną naukę zawodu od-
powiadają za:
- zapewnienie właściwych warunków materialnych do realizacji PNZ (stanowisko pracy, sprzęt, odzież itp.);
- wyznaczenie instruktorów praktycznej nauki zawodu, opiekunów praktyk zawodowych lub nauczycieli praktycznej nauki zawodu (CKZ);
- zapewnienie przeszkolenia z zakresu regulaminu pracy i BHP, a także sporządzenie dokumentacji wypadkowej;
- współpracę z podmiotem organizującym kształcenie, w tym informowanie o ewentualnych naruszeniach regulaminu pracy przez ucznia/młodocianego pracownika.

Niezależnie od przyjętego modelu realizacji PNZ, katalog obowiązków szkoły w tym zakresie pozostaje niezmienny – składają się na niego następujące elementy:
- nadzór nad realizacją PNZ;
- współpraca z podmiotem realizującym PNZ;
- ubezpieczenie NNW, zwrot kosztów dojazdu, a w razie potrzeby bezpłatne zakwaterowanie i ryczałt na wyżywienie dla uczestników PNZ;
- akceptacja instruktorów praktycznej nauki zawodu, opiekunów praktyk zawodowych lub wyznaczenie nauczycieli praktycznej nauki zawodu;
- kalkulacja kosztów PNZ na potrzeby organu prowadzącego.

### Kształcenie w rzemiośle
Ważnym uzupełnieniem kształcenia zawodowego w Polsce realizowanego w ramach systemu oświaty jest kształcenie zawodowe prowadzone w rzemiośle.
Rzemieślnicy przygotowują swoich uczniów zarówno w zawodach określonych w klasyfikacji zawodów szkolnictwa zawodowego, jak i tych należących wyłącznie do klasyfikacji zawodów i specjalności dla potrzeb rynku pracy. W przypadku kształcenia w zawodach szkolnych realizowane są programy nauczania zgodne z podstawą programową kształcenia w zawodach. W przypadku pozostałych zawodów realizowany jest program zapewniający spełnienie wymagań egzaminacyjnych określonych w standardach egzaminacyjnych na tytuł czeladnika. Uprawnienia do prowadzenia zajęć praktycznych mają rzemieślnicy posiadający określone w prawie kwalifikacje, najczęściej tytuł mistrza, i przygotowanie pedagogiczne, należący do jednej z organizacji samorządu gospodarczego. Nadzór nad przebiegiem przygotowania zawodowego w rzemiośle pracowników młodocianych sprawuje właściwa izba rzemieślnicza lub z jej upoważnienia odpowiedni cech. Nauka zawodu przebiega w dwóch równolegle realizowanych częściach: praktycznej, zorganizowanej u pracodawcy (w zakładzie rzemieślniczym) i teoretycznej, zorganizowanej w szkole zawodowej. Dokształcanie teoretyczne może odbywać się na turnusach dokształcania teoretycznego młodocianych pracowników prowadzonych przez ośrodki do kształcenia i doskonalenia zawodowego. Dokształcanie teoretyczne może prowadzić także sam pracodawca.
Po zakończeniu nauki zawodu uczeń może przystąpić do egzaminu czeladniczego przeprowadzanego przez komisje egzaminacyjne izb rzemieślniczych. Oprócz świadectwa czeladniczego, w rzemiośle nadawany jest dyplom mistrzowski, który nie ma swojego odpowiednika w systemie szkolnym.